# Nagy fehérsávoslepke
A nagy fehérsávoslepke (Neptis rivularis) a rovarok (Insecta) osztályának lepkék (Lepidoptera) rendjébe, ezen belül a tarkalepkefélék (Nymphalidae) családjába és a fehérsávos lepkék (Limenitidinae) alcsaládjába tartozó faj.

## Elterjedése
Közép- és Délkelet-Európától Közép-Ázsiáig él. Elterjedési területének súlypontja Kelet-Európa, de Magyarországon is gyakori. A Kárpátokban 1000 m-ig hatol föl.

## Megjelenése, felépítése
Szárnyának fesztávolsága 43–53 mm. Első szárnyának sejtjében változó méretű fehér pettyek sorakoznak, hátulsó szárnyán csak egy széles fehér harántsáv látható. A sejt pettyei aprók, a harántsáv foltjai viszont igen szélesek, főként a hátulsó szárnyon. A rojtot beöblösödő fehér holdacskák díszítik, a csúcs rojtja is fehér. Hátsó szárnyának fonákja ibolyásan fénylő csokoládébarna, a fehér rajzolat éles, a szegély mögött végigfutó fehér ívek többnyire halványan átütnek a felszínre is.
Hernyója vörösesbarna, elmosódott világos hátvonallal, sötét oldalvonalkákkal és sárga hosszanti csíkkal. A feje feketésbarna, sárga pontokkal.

## Életmódja, élőhelye
Áttelelő hernyójának tápnövényei a különböző gyöngyvessző fajok (Spirea spp.); az imágó is többnyire ezek közelében fordul elő, főként a meleg, árnyékos hegy- és dombvidékeken.
Évente egy nemzedéke fejlődik ki, ez június–júliusban repül. Röpte kecses.

## Hasonló fajok
- kis fehérsávoslepke (Neptis sappho)